# Gemmula gemmulina
Gemmula gemmulina é uma espécie de gastrópode do gênero Gemmula, pertencente a família Turridae.